# Mutrux
Mutrux is een gemeente en plaats in het Zwitserse kanton Vaud, en maakt deel uit van het district Jura-Nord vaudois.
Mutrux telt 139 inwoners.